# هتل جدید رز (فیلم)
هتل جدید رز (به انگلیسی: New Rose Hotel) فیلمی محصول سال ۱۹۹۸ و به کارگردانی ایبل فرارا است. در این فیلم بازیگرانی همچون کریستوفر واکن، ویلم دفو، آزیا آرجنتو، یوشی‌تاکا آمانو، آنابلا شورا، جان لوری، گرچن مول و ریوئیچی ساکاموتو ایفای نقش کرده‌اند.